# Fazel Abad
Fāzel Abād o Fāzelābād (farsi فاضل‌آباد) è una città dello shahrestān di Aliabad, circoscrizione di Kamalan, nella provincia del Golestan. Aveva, nel 2006, una popolazione di 13.060 abitanti. 